# Robert Bringhurst

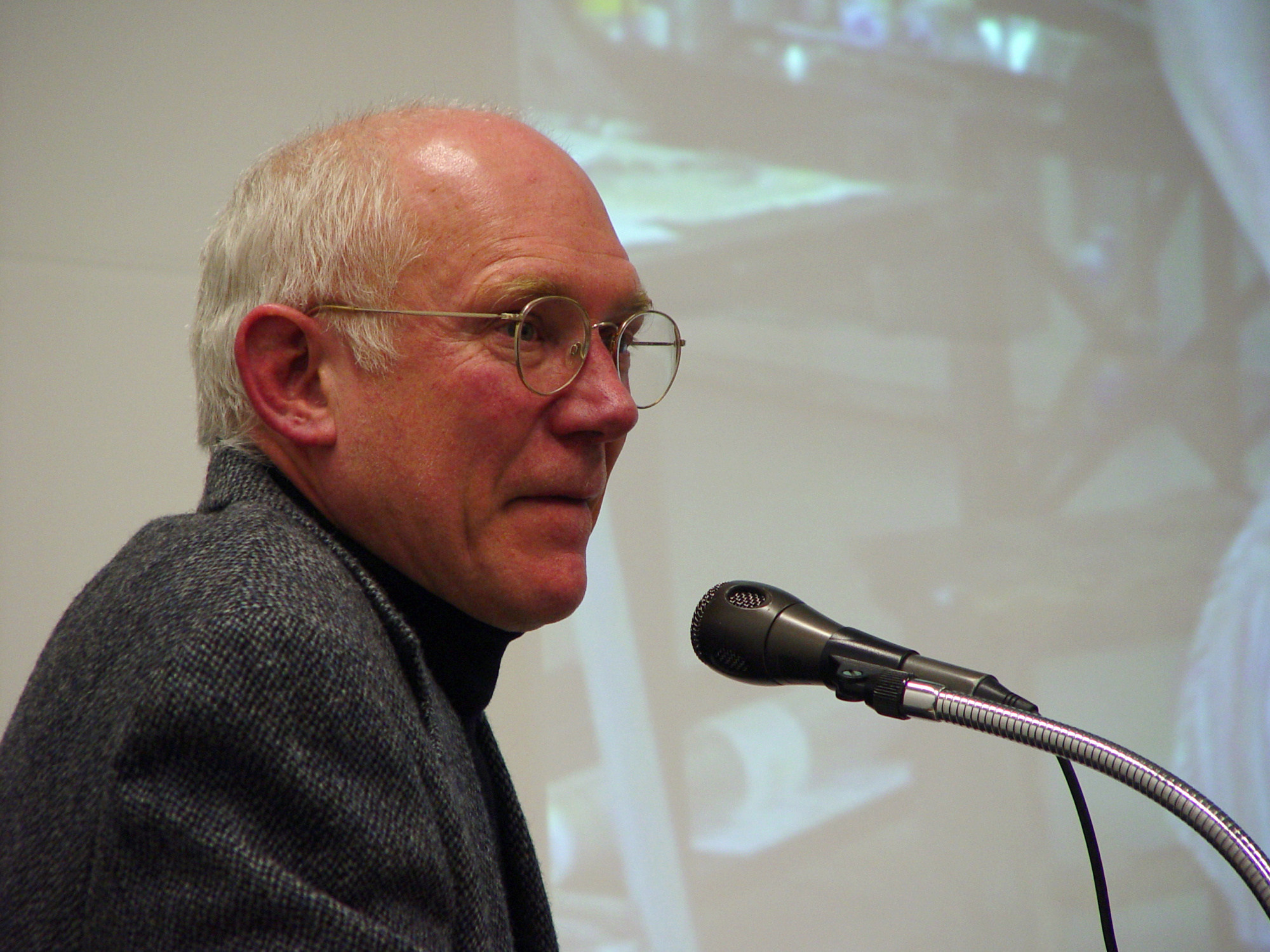

Robert Bringhurst (ur. 16 października 1946 w Los Angeles) – kanadyjski poeta anglojęzyczny, typograf i autor.

## Życiorys
Syn imigrantów z Kanady, dorastał w społecznościach Montany, Utah, Wyoming, Alberty i Kolumbii Brytyjskiej. Przez 10 lat studiował fizykę, architekturę i lingwistykę na Massachusetts Institute of Technology oraz filozofię i lingwistykę na University of Utah. Uzyskał dyplom z literatury porównawczej na Uniwersytecie Indiany. W latach 1977–1980 nauczał na University of British Columbia.
Mieszka na wyspie Quadra Island w Kolumbii Brytyjskiej.

## Twórczość
Swój pierwszy zbiór wierszy - The Shipwright's Log - wydał w 1972 roku. Pisał intelektualne, erudycyjne wiersze, nasycone aluzjami literackimi i nawiązujące do kultury chińskiej i śródziemnomorskiej (zwłaszcza greckiej), Starego Testamentu i buddyzmu. Do jego ważniejszych dzieł należą zbiory poezji: Bergschrund (1975), The Beauty of the Weapons. Selected Poems 1972–1982 (1982), Pieces of Map, Pieces of Music (1986) i The Calling. Selected Poems 1970–1995 (1995). 
W 1992 roku opublikował The Elements of Typographic Style (wyd. pol. Elementarz stylu w typografii, Kraków: d2d.pl, 2008). Herman Zapf nazwał ją „lekturą obowiązkową dla wszystkich, którzy zajmują się typografią”.
Jest również autorem tekstów na temat mitologii Indian Ameryki Północnej. 